# 1986 OMEGA TRIBE CARLOS TOSHIKI&OMEGA TRIBE COMPLETE BOX "Our Graduation"
『1986 OMEGA TRIBE CARLOS TOSHIKI&OMEGA TRIBE COMPLETE BOX "Our Graduation"』（ナインティーンエイティシックス オメガトライブ カルロス・トシキ アンド オメガトライブ コンプリートボックス "アワ グラデュエイション"）は、日本のAORバンドである1986オメガトライブ、およびカルロス・トシキ&オメガトライブの、CDとDVDを収録したボックス・セット。2005年3月9日にリリースされた。品番は、VPCC-80601。

## 解説
解散までにリリースされた全楽曲収録したCDを11枚、および映像を収録したDVDを2枚、合計13枚のCDとDVDにて構成された、1986オメガトライブ、およびカルロス・トシキ&オメガトライブの完全版BOXセットである。
カルロス・トシキ、およびカルロス・トシキ在籍時のオメガトライブを、解散後も応援していたファンサイトにて「発売された楽曲（リミックスやバージョン違いも含む）を全曲収録したボックスセットを発売しよう」と呼びかけ署名活動を展開、その結果2004年3月に提案通りの全楽曲を収録したボックスセットの発売が決定となった。まさに「ファンの人達によって発売されたボックスセット」である。
1986オメガトライブ、およびカルロス・トシキ&オメガトライブにより発売された楽曲（リミックスバージョン、ライブバージョンも含む）全125曲に、1枚のCDに対する収録時間ギリギリまで収録出来る範囲で厳選されたオリジナルカラオケ33曲を中心に構成された11枚のCD、及び製作されたプロモーションビデオと日本テレビ『歌のトップテン』にランクインされた際に出演した時のテレビ出演映像、東海テレビにて放送されたファイナルコンサートツアーのライブ映像が2枚のDVDに収録されている。なお、全楽曲デジタルリマスタリングにより音質を向上させている。また、発売されているボーカル入り楽曲を完全収録しているため、リミックス・バージョンやライブ・バージョンなどの違いはあるが、同じタイトルの楽曲が何度も収録されている。
また100ページにもおよぶブックレットも封入されており、バイオグラフィー、全楽曲の歌詞、ライナーノーツ、オメガ・サウンドを生み出したスタッフ（藤田浩一、和泉常寛、新川博、売野雅勇）のインタビューが掲載されている。またチラシ、広告、パンフレット、チケット、ノヴェルティグッズなどの画像が、ブックレットおよびCDジャケットに掲載されている。なお、メンバーであった5人のインタビューは、インタビューが実現しなかったため掲載されていない。またバイオグラフィーは、資料が現存しないために掲載出来なかった部分もある。
購入者の予約特典として、バンドのロゴのオリジナルステッカーが進呈された。
このボックスセットを製作するにあたり、改名後以降（バップで発売された楽曲も含む）の全ての楽曲の出版権はワーナーミュージックジャパンに譲渡されていたため、当初「発売のための交渉が難航するのではないか?」と心配されたが、ワーナー側が楽曲を提供することを快諾し、当初の企画通りの内容で無事に発売された。

## 収録曲
1. 『Navigator』
  - ボーナストラック：「君は1000%（シングル・バージョン）」、「Your Graduation」、「君は1000%（アルバム・バージョン オリジナル・カラオケ）」、「Your Graduation（オリジナル・カラオケ）」、「Super Chance（オリジナル・カラオケ）」、「Navigator（オリジナル・カラオケ）」、「Cosmic Love（オリジナル・カラオケ）」
  - 「Your Graduation」のオリジナルカラオケは、オリジナルバージョンのものが現存していなかったため、1989年10月24日音響ハウススタジオで新たにトラックダウンを行なった（エンディングがフェードアウトしない「BEST REMIX」収録バージョンと非常に近いバージョンの）カラオケバージョンが収録されている。また「Cosmic Love」のオリジナルカラオケは基本的にオリジナルバージョンだが、エンディングがフェードアウトしないため、2曲とも既発のバージョンとは異なるバージョンとなっている。
2. 『Crystal Night』
  - ボーナストラック：「Cosmic Love」、「Miss Lonely Eyes」、「Interstate」、「Stay Girl Stay Pure（シングル・バージョン）」、「Sand On The Seat」、「Brilliant Summer（オリジナル・バージョン）」
3. 『DJ SPECIAL』
  - ボーナストラック：「Crystal Night（オリジナル・カラオケ）」、「I'll Never Forget You（オリジナル・カラオケ）」、「Brilliant Summer（オリジナル・カラオケ）」、「Miss Lonely Eyes（オリジナル・カラオケ）」、「Interstate（オリジナル・カラオケ）」、「Stay Girl Stay Pure（シングル・バージョン　オリジナル・カラオケ）」、「Sand On The Seat（オリジナル・カラオケ）」
  - 「Crystal Night」、「I'll Never Forget You」のカラオケバージョンは、解説書に「オリジナルの音源のカラオケが収録されている」と記載されているが、実際収録されているものは、オリジナルバージョンとはミックスが異なっている。（1989年10月24日音響ハウススタジオで新たにトラックダウンを行なった（「BEST REMIX」収録バージョンと非常に近いバージョンの）カラオケバージョンと思われる。）「Brilliant Summer」のオリジナルカラオケは、オリジナルバージョンのものが現存していなかったため、1989年10月24日音響ハウススタジオで新たにトラックダウンを行なった（「BEST REMIX」収録バージョンと非常に近いバージョンの）カラオケバージョンが収録されている。
4. 『DOWN TOWN MYSTERY』（"NIGHT TIME" VERSION）
  - ボーナストラック：「Emmy Angel（"NIGHT TIME" VERSION オリジナル・カラオケ）」、「Call Back Again（"NIGHT TIME" VERSION オリジナル・カラオケ）」、「Sky Surfer（"NIGHT TIME" VERSION オリジナル・カラオケ）」、「Dream（"NIGHT TIME" VERSION オリジナル・カラオケ）」、「Slow Boat to Moonlight（"NIGHT TIME" VERSION オリジナル・カラオケ）」
5. 『DOWN TOWN MYSTERY』（"DAYLIGHT" VERSION）
  - ボーナストラック：「Down Town Mystery "DAYLIGHT" VERSION（シングル・バージョン）」、「Down Town Mystery "NIGHT TIME" VERSION（シングル・バージョン）」、「Down Town Mystery（"NIGHT TIME" VERSION オリジナル・カラオケ）」、「Matenro Island（"NIGHT TIME" VERSION オリジナル・カラオケ）」、「Stay Girl Stay Pure（"DAYLIGHT" VERSIONオリジナル・カラオケ）」、「The Last Love Song（"NIGHT TIME" VERSION オリジナル・カラオケ）」
  - 「Stay Girl Stay Pure」のみ、"NIGHT TIME" VERSIONのオリジナル・カラオケが現存しなかったため、"DAYLIGHT" VERSIONのものが収録されている。また「Down Town Mystery」と「Matenro Island」のオリジナル・カラオケは、アルバムと同様2曲のメドレー形式で収録されている。
6. 『be yourself』 
  - ボーナストラック：「アクアマリンのままでいて（シングル・バージョン）」、「海流のなかの島々」、「アクアマリンのままでいて（シングルバージョン オリジナル・カラオケ）」、「海流のなかの島々（オリジナル・カラオケ）」、「Be Yourself（オリジナル・カラオケ）」、「Innocent Dreamer（オリジナル・カラオケ）」
  - 「Innocent Dreamer」のオリジナルカラオケは、収録時間の都合上、フェードアウト処理されている。
7. 『BAD GIRL』
  - ボーナストラック：「Reiko 〜English Version〜」、「REIKO」、「Wind Gauge〜風速計〜」、「ブラインド・プロフィール」、「花の降る午後」
8. 『BEST REMIX』
  - ボーナストラック：「Reiko（オリジナル・カラオケ）」、「Wind Gauge〜風速計〜（オリジナル・カラオケ）」、「Bad Girl（オリジナル・カラオケ）」
9. 『natsuko』
  - ボーナストラック：「ツーアウト・フルベース」、「どうして好きといってくれないの（オリジナル・カラオケ）」、「ブラインド・プロフィール（オリジナル・カラオケ）」、「花の降る午後（オリジナル・カラオケ）」、「時はかげろう（オリジナル・カラオケ）」、「ツーアウト・フルベース（オリジナル・カラオケ）」
10. 『The Graduate Live』
11. DVD『1986オメガトライブ　カルロス・トシキ＆オメガトライブ in 歌のトップテン』
  1. 「コーナー・オープニング」
  2. 「君は1000％」（1986年5月12日放送／テレビ初出演）
  3. 「Super Chance」（1986年9月15日放送／第1位）
  4. 「Cosmic Love」（1986年11月10日放送／第2位）
  5. 「Crystal Night」（1987年3月9日放送／アルバム・トップテン第1位）
  6. 「Miss Lonely Eyes」（1987年8月10日放送／第2位）
  7. 「Stay Girl Stay Pure」（1987年12月7日放送／第4位）
  8. 「Down Town Mystery」（1988年3月28日放送分／第8位）
  9. 「アクアマリンのままでいて」（1988年9月5日放送分／第7位）

『1986オメガトライブ　カルロス・トシキ＆オメガトライブ VIDEO CLIPS』
1. 「コーナー・オープニング」
2. 「君は1000％」
3. 「Crystal Night」
4. 「Brilliant Summer」
5. 「Miss Lonely Eyes」
6. 「Stay Girl Stay Pure」
7. 「Down Town Mystery "DAYLIGHT" VERSION」
8. 「Down Town Mystery "DAYLIGHT" VERSION」（シングル発売告知15秒CM）
9. 「アクアマリンのままでいて」
10. 「時はかげろう」

1. DVD『カルロス・トシキ＆オメガトライブ　FINAL CONCERT』（1991年2月26日 名古屋市民会館公演）
  1. DVDオープニング＆クレジット
  2. 番組オープニング
  3. 「君は1000％」
  4. 「Night Child」
  5. 「Automation」
  6. 「Counterlight」
  7. 「Bad Girl」
  8. 「Miss Dreamer」
  9. 「アクアマリンのままでいて」
  10. 「Off Stage」
  11. 「Super Chance」
  12. 「Be Yourself」